# Rodrigo da Nóbrega
Rodrigo da Nóbrega foi um nobre e Cavaleiro medieval do Reino de Portugal, foi da casa do rei Sancho I de Portugal de quem em 1205 foi Porteiro.
Aparece documentado como padroeiro do Mosteiro de São Martinho do Crasto.

## Relações familiares
Foi filho de Ourigo Pais e casou com Maria Lourenço da Cunha, filha de Lourenço Fernandes da Cunha e de Sancha Lourenço Macieira, de de quem teve:
1. Pero Ourigues da Nóbrega (1200 -?), camareiro e próximo do Conde de Bolonha, o infante D. Afonso que depois foi o rei D. Afonso III de Portugal. casou com Maria Viegas de Ribadouro, filha de Egas Lourenço Coelho (1135 -?) e de Mór Mendes de Penagate (1140 -?),
2. Garcia Ourigues da Nóbrega,
3. Maria Ourigues da Nóbrega (1180 -?) casou por duas vezes, a primeira com Pedro Fernandes de Cambra e a segunda com Raimundo Viegas e Portocarreiro,
4. Fernão Ourigues da Nóbrega, alcaide de Óbidos em 1248, foi casado com Marinha Viegas, filha de Egas Lourenço Coelho (1135 -?) e de Mór Mendes de Penagate (1140 -?).
5. Martim Ourigues da Nóbrega.